# Final Fantasy VII Rebirth
Final Fantasy VII Rebirth es un juego rol de acción, "juego por turnos y acción tiempo real", desarrollado y publicado por Square Enix. Es una secuela de Final Fantasy VII Remake (2020) y el segundo de una trilogía planificada de juegos que pretenden recrear el juego lanzado para PlayStation en 1997, Final Fantasy VII. Entró en producción en noviembre de 2019 y se anunció en junio de 2022. Tetsuya Nomura fue el director creativo, mientras que Naoki Hamaguchi el director. El juego se lanzó para PlayStation 5 el 29 de febrero de 2024. El 23 de enero de 2025 se lanzó la versión de PC tanto en Steam como en Epic Games Store.

## Jugabilidad
Final Fantasy VII Rebirth es el segundo de una trilogía de juegos que rehacen el juego de PlayStation de 1997 Final Fantasy VII. Comienza después de los eventos de Final Fantasy VII Remake, tras la fuga del grupo de la metrópolis de Midgar.
Los jugadores controlan principalmente a Cloud Strife, un ex soldado de Shinra que se une al grupo ecoterrorista AVALANCHE para luchar contra Shinra, quien ha estado drenando la energía vital del planeta, y se ve envuelto en un conflicto con el legendario Sephiroth, quien regresó después de ser dado muerto. Rebirth reinventa elementos del juego original al tiempo que amplía el desarrollo de los personajes y la estructura narrativa general.
El juego presenta exploración y combate en tiempo real, los marcadores de objetivos aparecen en la pantalla frontal, destacando las misiones de la historia principal y las misiones secundarias. Además de caminar, el grupo puede montar en Chocobos como un medio más rápido. Rebirth amplía el híbrido de combate cuerpo a cuerpo centrado en la acción y el sistema Active-Time Battle (ATB), en el que el jugador toma el control de un grupo de personajes entre los que se puede cambiar libremente. Durante el combate, los personajes usan ataques físicos y mágicos, y pueden consumir elementos con fines ofensivos, defensivos y de reanimación. También el juego permite a los miembros del grupo sincronizar sus ataques a cambio de que las barras ATB se llenen más lento.

## Trama
Final Fantasy VII Rebirth continúa la narrativa general introducida por primera vez en Final Fantasy VII Remake, que reinventa la trama original (1997). El juego tiene lugar en "The Planet" y se centra en el viaje de los personajes principales mientras buscan poner fin a la tiranía de Shinra Electric Power Company, que controla la megalópolis de Midgar y derrotar a Sephiroth, un veterano legendario de la élite de Shinra que se daba por muerto. Rebirth abarca los acontecimientos desde la salida de Midgar hasta la Forgotten Capital; sin embargo, el orden en el que se exploran las ubicaciones cambia con respecto al juego original.
El protagonista y líder es Cloud Strife, un exmiembro de la primera clase de soldado que ahora trabaja como mercenario ayudando al grupo ecoterrorista Avalanche, que se opone a la explotación de Planet y sus recursos por parte de Shinra. Lo acompañan dos de sus miembros: Barret Wallace, el líder y Tifa Lockhart, la amiga de la infancia de Cloud que trabaja como camarera en el 7.º A ellos se une Aerith Gainsborough, una comerciante de flores que anteriormente vivió en los barrios marginales del Sector 5 de Midgar y es la única superviviente de la antigua Cetra, Red XIII un cuadrúpedo inteligente de Cosmo Canyon a quien Shinra mantuvo cautivo como una rata de laboratorio; y Yuffie Kisaragi una experta ladrona y ninja de Wutai que decide unirse al equipo para darse cuenta de la caída de Shinra.
Los personajes secundarios desempeñan papeles a lo largo de la historia, incluido Zack Fair, el novio de Aerith y el anterior portador de la Buster Sword, Cait Sith, un gato robótico controlado remotamente por el Jefe de Desarrollo Urbano de Shinra, Reeve Tuesti; Vincent Valentine, un exmiembro de los turcos con quien experimentó el profesor Hojo y Cid Highwind, un piloto canoso de Rocket Town y ex científico espacial de Shinra. Otros personajes incluyen a Bugenhagen, el mayor de Cosmo Canyon; Biggs, miembro de Avalanche, quien, a diferencia del juego original, sobrevive al colapso de la Placa del Sector 7 en Midgar y ahora busca venganza contra Shinra por la muerte de sus amigos; Dyne un amigo de la infancia de Barret de Mt. Corel y padre biológico de su hija adoptiva Marlene; y Elena una nueva recluta de los turcos que busca detener a Cloud y sus aliados.

## Desarrollo
Durante la promoción de Final Fantasy VII Remake, Square Enix confirmó que no abarcaría la historia completa del original, sino que sería el primer juego de "una serie de varias partes, en la que cada entrega ofrece su propia y única experiencia". El director del juego, Tetsuya Nomura, citó una "empresa enorme para reconstruir Final Fantasy VII desde cero con la tecnología actual". Continuó explicando que rehacer completamente su contenido en una sola entrega requeriría cortar varios elementos para adaptarlos al hardware objetivo y al diseño del juego, momento en el cual una nueva versión se consideraría inútil. Además, expresó su deseo de ampliar la representación de Midgar en el juego original para un juego, queriendo que los jugadores exploren varias áreas que antes eran inaccesibles con mayor detalle debido a la mayor potencia del hardware de nueva generación.
El productor Yoshinori Kitase comparó la estructura del remake con Final Fantasy XIII (2009), seguido de Final Fantasy XIII-2 (2011) y Lightning Returns: Final Fantasy XIII (2013). Afirmó que la estructura diferiría de la de XIII debido a su naturaleza como una nueva versión de una narrativa preexistente centrada en un protagonista central, Cloud Strife, a diferencia de las múltiples perspectivas enfocadas a lo largo de la trilogía XIII. También anticipó que cada juego de la serie sería aproximadamente tan largo como uno de los juegos de Final Fantasy XIII. Posteriormente, revelaría el proyecto Final Fantasy VII Remake para abarcar una trilogía, entre el remake, su secuela y una tercera entrada final. Inicialmente, el equipo de desarrollo había acordado en rehacerlo en dos juegos en lugar de tres, citando la indecisión sobre la dirección como la razón principal de su falta de aclaración sobre cuántas partes tendría el remake. Kitase explicó que esto se debió a las dificultades para determinar la programación del desarrollo debido a la falta de comprensión sobre el alcance general del proyecto. La continuación del remake había comenzado el desarrollo activo en noviembre de 2019, antes del lanzamiento inicial del juego en PlayStation 4. Según Nomura, el juego fue diseñado pensando en los recién llegados.
Nomura declaró más tarde en julio de 2020 que la intención era producir un juego de mayor calidad que su predecesor, al mismo tiempo que se aseguró que se lanzaría "lo más rápido posible". Con respecto a las mejoras técnicas, Nomura aconsejó a los aficionados que esperen a futuras entregas que aprovecharan adecuadamente el hardware y las características de la PS5, tanto en jugabilidad como en gráficos. El director del juego, Hamaguchi, expresó por separado su deseo de aprovechar la nueva jugabilidad y mecánicas de batalla introducidas en el episodio de contenido descargable (DLC) INTERmission, en el próximo juego.
Rebirth se anunció junto con Crisis Core: Final Fantasy VII Reunion, una remasterización de Crisis Core para plataformas modernas que utilizan Unreal Engine 4, que implementa mejoras en la calidad de vida de la jugabilidad y la presentación para alinear el juego con el remake. Esto incluye el elenco de voces en inglés del remake, que reemplazan a los actores originales de otros medios en la compilación de Final Fantasy VII. Reunion fue parte del proyecto Final Fantasy VII Remake y sirvió como precuela de la trilogía principal, con la remasterización diseñada para familiarizar a los jugadores con la historia de Zack Fair antes de su aparición en Rebirth, donde desempeñaría un papel importante. En abril de 2023, el programador principal de batallas, Satoru Koyama, habló sobre el potencial de incorporar una IA en el sistema de batalla de Rebirth y su secuela, destacando su potencial para realizar múltiples tareas entre técnicas de ataque físico y lanzamiento de magia.

## Lanzamiento y comercialización
Final Fantasy VII Rebirth fue anunciado por Square Enix como la segunda entrega del proyecto Final Fantasy VII Remake, junto con Crisis Core: Final Fantasy VII Reunion y la versión Steam de Final Fantasy VII Remake Intergrade, en junio de 2022 durante la transmisión en vivo por el 25 aniversario de Final Fantasy VII.
En junio de 2023, las redes sociales oficiales del juego comenzaron a publicar una serie de mensajes de los desarrolladores. El director del juego, Naoki Hamaguchi, prometió que Rebirth presentaría un "mundo amplio y multifacético con un alto grado de libertad". El 9 de junio se presentó un avance del juego durante el show en vivo del Summer Game Fest de ese año presentado por Geoff Keighley, que revela la mecánica de exploración y combate del juego. El 14 de septiembre de 2023, se estrenó un avance durante la presentación State of Play de PlayStation que reveló la fecha de lanzamiento del juego para el 29 de febrero de 2024. Se divulgó un nuevo avance en The Game Awards 2023, que mostraba la canción "No Promises To Keep" de Loren Allred, así como nuevas imágenes del juego, que incluyen a Vincent Valentine y Cid Highwind. También se reveló en The Game Awards una colaboración con Apex Legends.
Rebirth se lanzó para PlayStation 5 el 29 de febrero de 2024, como consola exclusiva durante al menos 3 meses. Además de la edición estándar, se podía comprar una edición deluxe física, mientras que una edición de coleccionista se distribuyó en cantidades limitadas exclusivamente a través de la Tienda Square Enix. Ambas ediciones incluyen el juego con una caja metálica especial para los discos del juego, un mini CD con la banda sonora y un libro de arte. La edición de coleccionista incluye el contenido antes mencionado junto con una estatua coleccionable de Sephiroth y claves de contenido descargable (DLC). El juego fue uno de los primeros lanzamientos importantes de videojuegos que se lanzó el día bisiesto.

### Contenido descargable
La edición coleccionista de Final Fantasy VII Rebirth incluye claves de acceso para elementos de contenido descargable (DLC) que se pueden equipar en el grupo al principio del juego. Estos incluyen un paquete DLC Summon Materia que desbloquea Moogle Trio y Magic Pot Summons para usar en la batalla, y varios accesorios y equipos para los personajes, como un conjunto de armadura Reclaimant Choker y Orchid Brazalete. Summon Materia está disponible como desbloqueo anticipado para los jugadores que tengan datos guardados de Final Fantasy VII Remake en PlayStation 4 o Final Fantasy VII Remake Intergrade en su consola PS5 al iniciar Rebirth. Los jugadores con datos guardados de los juegos antes mencionados pueden desbloquear Leviathan Summon Materia desde el comienzo del juego, mientras que los jugadores de PS5 con datos guardados del DLC de la historia "Episode INTERmission" para Intergrade también tienen acceso a Ramuh Summon Materia.

## Recepción

### Recepción crítica
Final Fantasy VII Rebirth fue muy aclamado por la crítica según el sitio web de recopilación de reseñas Metacritic. En Japón, el juego fue el nuevo lanzamiento más vendido durante su primera semana, vendiendo más de 260.000 unidades.

### Premios
| Año  | Ceremonia              | Categoría          | Resultado | Ref.   |
| ---- | ---------------------- | ------------------ | --------- | ------ |
| 2023 | Golden Joystick Awards | Juego más esperado | Ganador   | [ 65 ] |
| 2023 | The Game Awards 2023   | Juego más esperado | Ganador   | [ 66 ] |